# Abdulla Ahmed Ali
Ahmed Abdullah Ali eller Abdulla Ahmed Ali, född 10 oktober 1980, dömdes för planering av mord genom terroristattack 2006 på flera transatlantiska flygplan.
Planen skulle sprängas genom att explosiva sprängmedel skulle placeras i saftflaskor och fås att detonera ombord.
Till sitt försvar anförde han att han endast avsåg att väcka uppmärksamhet. 
En jury vid Woolwich Crown Court fann att han var ledare för en al-Qaeda-inspirerad grupp i östra London och dömde honom till livstids fängelse. 
Hans kumpaner Assad Sarwar, 28, och Tanvir Hussain, 27, dömdes också till livstids fängelse.